# Hiram Berdan
Hiram Berdan (6 septembre 1824 - 31 mars 1893) est un ingénieur américain, inventeur et militaire, tireur d'élite de renommée mondiale, et élément moteur et colonel commandant des célèbres régiments de tireurs d'élite volontaires des États-Unis pendant la guerre de Sécession. Il est l'inventeur du fusil Berdan, de la cartouche à percussion Berdan et de nombreuses autres armes et accessoires.

## Avant la guerre
Berdan naît à Phelps, une petite ville dans le comté d'Ontario, New York. À partir de l'âge de six ans, il vit à Plymouth dans le Michigan où « il passe tout son temps libre dans les bois avec son fusil ».
Ingénieur en mécanique dans la ville de New York, il est au sommet du tir au fusil dans le pays pendant quinze ans avant la guerre de Sécession. Il invente un fusil à répétition et un système breveté de balle de mousquet avant la guerre. Il développe aussi la première machine commerciale de fusion de l'or pour séparer l'or du minerai. Il invente une faucheuse, et une boulangerie mécanique. Ses inventions lui apportent la richesse et une renommée internationale.

## Guerre de Sécession
Pendant l'été et l'automne 1861, il est impliqué dans le recrutement de dix-huit compagnies, dans huit États, qui forment deux régiments de tireurs d'élite avec le soutien du général Winfield Scott et le président Abraham Lincoln. L'idée de la création de ces unités est donné par un immigré d'origine suisse Caspar Trepp avec qui Berdan s'associe pour faire du lobbying. Berdan est nommé colonel des 1st et 2nd U.S. Sharpshooters créés le 30 novembre 1861. Il est affecté au V corps de l'armée du Potomac.
Ses hommes, qui doivent passer des tests rigoureux de tir, sont habillés avec des uniformes verts distinctifs et équipés des fusils à longue portée les plus avancés avec des viseurs télescopiques. Même lorsqu'ils sont affectés dans une brigade, les régiments sont généralement détachés pour des missions spéciales sur le champ de bataille. Ils sont souvent utilisés pour des escarmouches. 
Berdan combat lors de la bataille des Sept Jours. Il est transféré au sein du commandement de John Pope et combat lors de la seconde Bataille de Bull Run. En septembre 1862, ses tireurs d'élite participent à la bataille de Shepherdstown. Après que Joseph Hooker prend le commandement de l'armée du Potomac, Berdan commande la 2nd brigade de la 3rd division du III corps de l'armée du Potomac, en février et mars 1863, alors qu'il commande la 3rd brigade à la bataille de Chancellorsville. Lors de cette dernière, ses troupes subissent de lourdes pertes et il est breveté brigadier général des volontaires pour ses actions.

### Gettysburg
Lors de la bataille de Gettysburg, ses deux régiments de tireurs d'élite jouent un rôle important en retardant les attaques confédérées sur Devil's Den et le verger de Pêchers. Lors d'une rencontre dure à Pitzer's Wood sur Seminary Ridge, le 1st U.S. Sharpshooters bloque l'avancée de la brigade de l'Alabama de Cadmus Wilcox. Néanmoins, Berdan ne mène pas directement la charge, étant placé « derrière l'un des plus gros arbres dès que les combats ont commencé ».
Berdan assume le commandement de la brigade de J. H. Hobart Ward lorsque ce dernier prend le commandement d'une division (David B. Birney ayant pris l'intérim du commandement du corps à la suite de la blessure de Daniel Sickles) et dirige la division tout au long du reste de la campagne, ainsi que lors des campagnes de Bristoe et de Mine Run.

## Après-guerre
Berdan démissionne de sa commission le 2 janvier 1864 pour avoir été accusé de désobéissance et pour raison de maladie, et revient à sa carrière d'ingénieur et inventeur. Le 8 décembre 1868, le président Andrew Johnson nomme Berdan pour l'attribution du brevet de brigadier général des volontaires, avec une date de prise de rang au 13 mars 1865, pour la bataille de Chancellorsville, au cours de laquelle il a dirigé une brigade, et le sénat américain confirme la nomination, le 16 février 1869,. Bien que le président Johnson nomme également Berdan pour un brevet de major-général des volontaires avec une date de prise de rang à la même date pour ses services à la bataille de Gettysburg, au cours de laquelle il a également dirigé une brigade, le sénat américain ne confirme pas la nomination. Malgré l'absence de confirmation du sénat de la nomination nécessaire pour la rendre officielle, de nombreuses sources se référent à Berdan comme un major-général breveté, et même sa pierre tombale dans le cimetière national d'Arlington indique qu'il est major-général breveté.
Il est considéré par beaucoup comme un tireur d'élite exceptionnel et un innovateur, mais incapable au commandement sur le terrain. Berdan par la suite invente de nombreux engins de guerre, y compris une canonnière sous-marine à double-vis, un torpilleur pour se soustraire aux filets de torpille, un télémètre à longue distance et un fusible à distance pour les éclats d'obus.

## Mort
Berdan meurt subitement le 31 mars 1893, et est enterré dans le cimetière national d'Arlington. Un film récent créé par Silver Domino Productions est fondé sur Berdan et ses hommes.

## Représentation fictive
Le rôle de Hiram Berdan est joué par Kurtwood Smith dans la mini-série d'ABC de 1986.